# Alpens
Alpens è un comune spagnolo di 278 abitanti situato nella comunità autonoma della Catalogna.

## Stemma
Escut caironat: d'atzur, un mont de penyes d'argent movent de la punta sobremuntat d'un bàcul d'abat d'or posat en pal. Per timbre una corona mural de poble.
(Scudo a losanga: d'azzurro, al monte di nove cime d'argento movente dalla punta, sormontato da un pastorale da abate d'oro posto in palo. Timbro: corona murata di villaggio.)